# Chalma (kommun)
Chalma är en kommun i Mexiko.   Den ligger i delstaten Veracruz, i den sydöstra delen av landet, 210 km norr om huvudstaden Mexico City.
Följande samhällen finns i Chalma:
- San Pedro Coyutla
- Las Pilas
- Taxtitla
- Acatzintla
- Tenexco
- Santa Quitería
- La Barranca
- La Laja
- Aquixcuatitla
- Amatitlán de Abajo
- El Cerro
- Cuatepixtla